# Скот Кросфийлд
Албърт Скот Кросфийлд (на английски: Albert Scott Crossfield; 2 октомври 1921 – 19 април 2006), известен като Скот Кросфийлд е американски тест пилот и участник в Програмата X-15.

## Биография
Кросфийлд е роден на 2 октомври 1921 г. в Бъркли, Калифорния, но от ранна възраст семейството му се премества във Вашингтон, федерален окръг Колумбия. По време на Втората световна война той е инструктор и боен пилот в USN. От 1946 до 1950 г. учи в University of Washington's Kirsten Wind Tunnel, като през 1949 г. става бакалавър, а през 1950 г. — магистър по аерокосмическо инженерство. През 1982 г. защитава докторат в Технологичния институт на Флорида. В края на 1950 г. започва работа като тест пилот в авиобазата Едуардс, Калифорния. От 1955 г. Кросфийлд е главен тест пилот на North American Aviation.

## В Програмата Х-15
Като старши инженер и тест пилот на Норт Американ, Кросфийлд взема най-дейно участие в създаването на кокпита на ракетоплана X-15 и неговите системи за управление. Той извършва първите изпитателни полети с него още през 1959 г. Кросфийлд е първият човек в света постигнал скорост от Мах 2 (1490 мили/час, около 2400 км/час) през 1953 г. и Мах 3 (2290 мили/час, около 3600 км/час). По програмата X-15 той извършва 14 изпитателни полета. От 1958 г. е в селекцията за астронавти на ВВС на САЩ, т. нар. „1958 USAF Man In Space Soonest group“.
На 8 юни 1960 г. като по чудо не загива по време на полет с ракетоплана X-15. Става експлозия в един от резервоарите на ракетния двигател XLR-99, но Кросфийлд успява да приземи полуразрушения ракетоплан, който на всичкото отгоре поради малката площ на крилото почти нямал възможност за планиране. След края на изпитателните полети, Скот Кросфийлд става директор на инженерния екип, който работи по програмата Аполо. От 1966 г. е шеф на изпитателната група на лунната програма.

## След Норт Американ
От 1967 г. Кросфийлд започва работа в Eastern Air Lines като отговорен вицепрезидент. По същото време става вицепрезидент на Американската агенция за въздушен контрол. От 1974 до 1975 г. той е вицепрезидент на Hawker Siddeley. От 1977 до 1993 г. Скот Кросфийлд оглавява Американския комитет по наука и космически технологии. Излиза в пенсия през 2000 г. През 2004 г. е поканен на първите полети на SpaceShipOne, първия комерсиален космически летателен апарат, в основата на който е технологията на ракетоплана X-15.
Скот Кросфийлд загива на 19 април 2006 г. при катастрофа с частен самолет „Чесна“, на възраст 84 години.